# Zgornji Petelinjek
Zgornji Petelinjek este o localitate din comuna Lukovica, Slovenia, cu o populație de 18 locuitori.